# Parastathes basalis
Parastathes basalis är en skalbaggsart som först beskrevs av Charles Joseph Gahan 1907.  Parastathes basalis ingår i släktet Parastathes och familjen långhorningar. Inga underarter finns listade i Catalogue of Life.